# Ceftybuten
Ceftybuten, (łac. Ceftibutenum) – antybiotyk beta-laktamowy z grupy cefalosporyn III generacji. Działa bakteriobójczo. Łatwo wchłania się z przewodu pokarmowego, dobrze przenika do płynów ustrojowych. Biologiczny okres półtrwania wynosi 2–4 godzin. Odporny na betalaktamazy bakteryjne.

## Spektrum działania
Nieskuteczny w stosunku do Staphylococcus aureus. Niewielka skuteczność w stosunku do Streptococcus pneumoniae i Streptococcus agalactiae. Skuteczny w stosunku do Streptococcus pyogenes, Haemophilus influenzae, Moraxella catarrhalis, Escherichia coli, Klebsiella pneumoniae, Proteus mirabilis i innych bakterii z grupy Enterobakterii.

## Wskazania
- zakażenia układu oddechowego
- zapalenie ucha środkowego
- zakażenie dróg moczowych
- zakażenie przewodu pokarmowego
- zakażenia kości, skóry i tkanek miękkich

## Przeciwwskazania
- nadwrażliwość na antybiotyki cefalosporynowe lub penicyliny
- choroby przewodu pokarmowego
- niewydolność nerek

## Działania niepożądane
- ból brzucha
- nudności
- wymioty
- biegunka
- ból głowy
- skórne reakcje alergiczne
- gorączka
- zmiany w obrazie krwi

## Preparaty
- Cedax – kapsułki 0,4 g, proszek do przygotowania zawiesiny 0,036 g/ml

## Dawkowanie
Doustnie. Dawkę oraz częstotliwość przyjmowania leku ustala lekarz. Zwykle osoby dorosłe raz dziennie 0,4 g, w ciężkich zakażeniach 0,2 g co 12 godzin.